# Tríada de Beck (Cardiología)
La Tríada de Beck (en inglés Beck's triad) es un conjunto de tres señales médicas asociadas con taponamiento cardíaco agudo, una condición de emergencia y causa del choque obstructivo, que indica la acumulacion de fluido alrededor del corazón y que impide su capacidad para bombear sangre. Las señales son: baja presión arterial, venas del cuello distendidas, y latidos de corazón distantes y apagados.
También se puede observar una presión de pulso reducida. El concepto fue desarrollado por Claude Beck, un profesor residente y luego profesor de Cirugía Cardiovascular en la Universidad Case Western Reserve.

## Componentes de la Tríada de Beck
1. Hipotensión con una presión de pulso disminuida
2. Distensión venosa yugular
3. Sonidos del corazón apagados o lejanos

## Fisiología
La caída de presión arterial es resultado de una acumulacion de fluidos pericárdicos que aumentan la presión en el exterior del corazón que limita la máxima capacidad que tienen los ventrículos para estirarse. Esto limita la expansión diastólica (relleno) cuál resulta en un menor volumen diastólico final (VDF) el que reduce el Volumen sistólico, un determinante importante de la presión sanguínea sistólica. Esto de acuerdo con la Ley de Frank-Starling, la cual explica que cuando los ventrículos se llenan con grandes volúmenes de sangre, ellos se estiran más, y su fuerza contráctil aumenta, causando con ello un aumento en la presión sistólica de la sangre.
El aumentando de la presión venosa central es evidenciada por venas yugulares distendidas mientras se encuentra en una posición no supina. Esto es causado por un reducido relleno diastólico del ventrículo derecho, debido a la presión del saco pericárdico adyacente en expansión. Estos resultados en una acumulación de fluido las venas que drenan en el corazón, con mayor notoriedad, las venas yugulares. Cuando existe hipovolemia severa, las venas del cuello podrían no estar distendidas.
Los latidos de corazón apagados o lejanos ocurren debido al efectos amortiguadores de los fluidos que rodean el corazón.

## Uso clínico
A pesar de que la tríada completa está presente en una minoría de los casos de taponamiento cardíaco agudo, la presencia de la tríada es considerada patognomónica para esta condición.